# Arogbos
Els arogbos són els membres de la tribu ijaw arogbo. Els arogbos viuen al sud-est de l'estat d'Ondo, a Nigèria.
Històricament, els arogbos han tingut contactes comercials amb les seves tribus veïnes ijaws (apois, egbemes) i els pobles iorubes ijebu i ilaje. La majoria dels arogbos són bilingües; parlen dialectes de les llengües ijo (de la llengua izon) i del ioruba. Històricament els arogbos van ser intermediaris en el comerç d'esclaus, capturant esclaus a l'interior i venent-los als europeus. Els arogbos van emigrar a la seva actual situació des de la ciutat de Gbaran, al centre del delta del riu Níger. El déu Egbesu és una divinitat important pels arogbos.
Els arogbos avui en dia viuen a l'estat d'Ondo. Els ancestres fundadors dels arogbos van emigrar des de la ciutat d'Ujo-Gbaran. Després d'una breu parada a Oproza, van anar cap a Ukparomo (avui en dia les ciutats d'Akpata, Opuba, Ajapa i Ukpe). En aquest lloc s'hi van estar durant algun temps, durant el regnat dels dos Agadagbas (caps sacerdots-militars de la capella d'Egbesu). Després van marxar cap al seu territori actual. A aquí van fundar l'Arogbo Ebe. Des d'Arogbo alguns dels seus ancestres van migrar cap al nord, a prop de Patani, al riu Forcados. Aquests ancestres es van unir en matrimoni amb els proto edos (anomenats erowhes) i van donar lloc als uvweis i els effuruns, que són seccions del poble urhobo. Durant el Regne de Benín, els Benín van envair Ukoruama (Lagos. Els arogbos van envier soldats per a defensar els ijaws que vivien en aquella regió. Al segle xiv aC van fundar Arogbo Ebe. Els ancestres dels arogbos, entre el 700 i el 1100 a. de C. vivien a Ujo-Gbaran.